# Жермино, Моника
Моника Жермино (нидерл. Monica Germino) — известная исполнением произведений XX века американо-нидерландская скрипачка.

## Биография

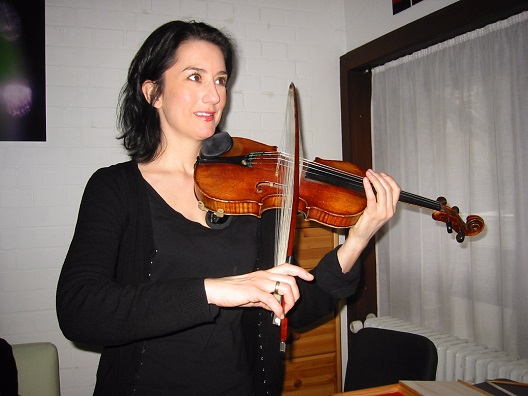
Monica Germino with BACH.Bow

Моника Жермино с отличием окончила Консерваторию Новой Англии и Йельский университет, где обучалась у Джеймса Босуэлла и Суоко Аки, практиковалась в Токийском струнном квартете. Она получила стипендию Чарльза Айвза, премию «Yale Alumni Association» и грант фонда «Frank Huntington Beebe» для учёбы в Королевской консерватории в Гааге.

## Творческая деятельность
Моника Жермино — признанный лидер в области исполнения современной классической музыки. Названная британской газетой «The Sunday Times» «поразительным явлением», чья «виртуозность приводит в смятение», она стала первой исполнительницей многих новых сочинений в лондонских залах Queen Elizabeth Hall и Barbican Centre, амстердамском Консертгебау, MASS МоСА (Массачусетском музее современного искусства), Lincoln Center, Alice Tully Hall и других залах США, на фестивалях современной музыки в Голландии, Италии, Австралии, Германии.
В качестве солистки Моника выступает с оркестрами «Лондонская симфониетта», Лос-Анджелесским филармоническим, Бостонским оркестром современной музыки, «MusikFabrik», «Симфониетта Осло», «Asko|Schonberg Ensemble». Моника Жермино — одна из основательниц интернационального квартета «Electra», с которым сотрудничают композиторы всего мира. Скрипачка имеет записи на лейблах «Attacca Records», «Basta Music» и «ВМОР», «Deutsche Grammophon», «Nonesuch» и «Philips».
Своим творчеством Жермино расширяет общепринятые возможности скрипки, создаёт необычные программы с постоянно расширяющимся, порой эклектичным репертуаром для акустической, электрической и «подготовленной» скрипки.  Британская газета «The Observer» превозносит «ослепительную скрипачку Монику Жермино» за исполнение ею новых сочинений, сочетающих пение и игру на скрипке.
Вместе со звукорежиссёром Франком ван дер Вэйем она задумала и осуществила ряд мультимедийных проектов, в корне изменивших представление о сольных скрипичных концертах, трансформируя звук, используя особые выразительные средства и новейшие технологии. Для Моники Жермино пишут многие известные композиторы: Луи Андриссен (скрипачка была первым исполнителем сочинений «Passeggiata in tram in America e ritorno» для голоса в сопровождении «вибрирующей скрипки с электрическими струнами» и ансамбля медных духовых и «La Passion» для женского джазового вокала, солирующей скрипки и ансамбля), Доннака Деннехи, Дэвид Драмм, Хайнер Геббельс, Энни Госфилд, Якоб Тер Вельдус, Джулия Вольфе. Она также сотрудничала с Джоном Кейджем, Элвином Карреном, Майклом Догерти, Майклом Гордоном, Дьердем Лигети, Кристианом Вольфом.
Будучи разносторонней артисткой, Жермино выступает с ведущими европейскими балетными и театральным коллективами; преодолевает привычные границы жанров, сотрудничая с хореографом Нанин Линнинг, певицей Кристиной Заваллоки, пианисткой Томоко Мукаяма, группой «Electric Barbarian» и многими другими.

## Инструмент
Моника играет на скрипке Иоанна Баптиста Черути из Кремоны (1802), предоставленной ей в бессрочное пользована Фондом Элизы Матильды (Нидерланды). Начиная с 2003 года она играет на изготовленном специально по её заказу экспериментальном инструменте «Violectra», который по её мысли должен осуществить на практике возможности электроскрипки.